# Natascha Stellmach
Natascha Stellmach (* 1970 in Melbourne, Australien) ist eine australische Künstlerin.

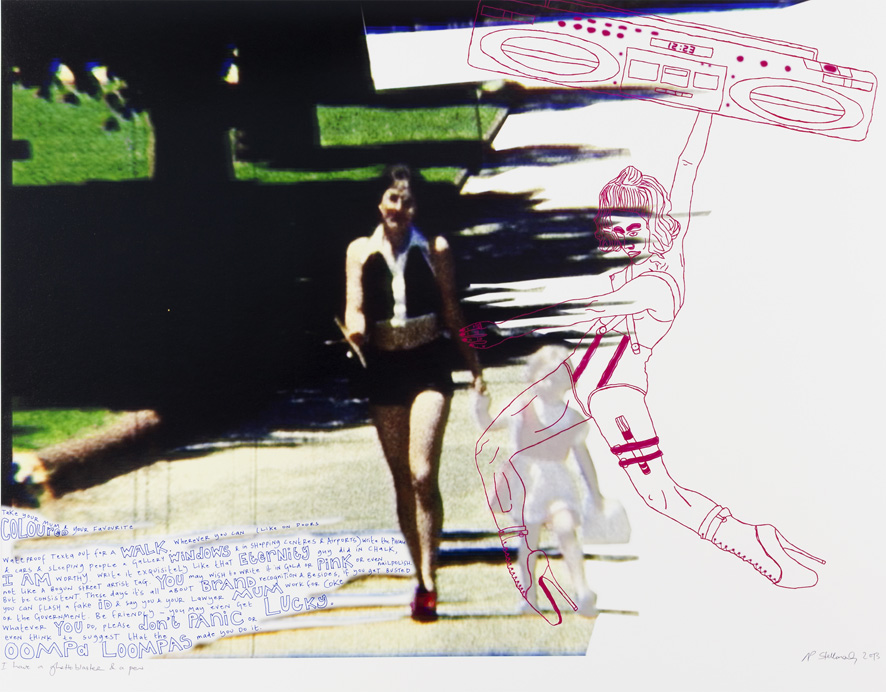
Natascha Stellmach, I Have a Ghettoblaster and a Pen, 2013

## Leben
Natascha Stellmach hat 2018 an der Universität Melbourne den Master-Studiengang „Master of Fine Art (Interdisciplinary Practice)“ abgeschlossen – mit einer Untersuchung zu ihrem langjährigen Kunstprojekt „The Letting Go“. Zuvor studierte sie von 1988 bis 1991 Ergotherapie an der La Trobe University in Melbourne und von 1997 bis 1999 angewandte Fotografie an der RMIT University. Sie lebt und arbeitet in Berlin und Melbourne.

## Werk
Stellmach arbeitet mit Bild und Text sowie mit einer Vielzahl an Medien, die auch Installationen und Happenings umfassen. Ihre sozialkritische Praxis widmet sich der Untersuchung menschlicher Schwachstellen sowie den Themen Intimität und Transformationen. In Stellmachs oft provokativen Arbeiten mischt sich Persönlich-Biographisches mit popkulturellen, geschichtlichen und fiktiven Aspekten.

„Zunächst erscheinen Stellmachs Arbeiten zart besaitet und persönlich, eher wie ein Familienalbum, doch sie führen uns bald in dunklere Gefilde - Gewalt, Krieg, Selbstmord, Tod. Mittels einer Bandbreite von Medien – Film, Fotografie, Prosa und Installation – lädt sie uns ein, an einem Tabu teilzuhaben, einem unaussprechlichen Thema, um das sie eine Erzählung aufbaut. Diese Geschichten werden durch dokumentarische Beweise gestützt, scheinbar, doch deren Glaubwürdigkeit ist bewusst fraglich gehalten.“

Natascha Stellmach hat in Kassel am 3. August 2012 ein Happening veranstaltet, kuratiert von Critical Art Ensemble., Teilnehmern der dOCUMENTA (13).

## Ausstellungen

### Einzelausstellungen (Auswahl)
- 2015: Letting go project anlässlich der Ausstellung Tattoo. Museum für Kunst und Gewerbe Hamburg
- 2014: What would you like to let go of? Art Village des Berlin Festival, Berlin
- 2013: Complete Burning Away (The ashes of Kurt Cobain). La Trobe University Visual Arts Centre, Bendigo, Australien. (September/Oktober 2013)[4]
- 2013: I Don’t Have a Gun. Galerie Wagner + Partner, Berlin.[5]
- 2011: Fuck Art for Letting this Shit Happen. Pulse Art Fair, Miami.
- 2010: Complete Burning Away. Perth Institute of Contemporary Arts, Australien.
- 2010: Come Live in My Head. Galerie Wagner + Partner, Berlin.
- 2010: Identität–Biografie. Fotogalerie Wien.
- 2008: Set me free / I just wanted you to love me. Wagner+Partner, Berlin.
- 2008: secret. Herrmann & Wagner Berlin.
- 2007: The Book of Back. Australian Centre for Photography, Sydney.
- 2007: The Book of Back. Künstlerhaus Bethanien, Berlin.

### Gruppenausstellungen (Auswahl)
- 2016
  - Punk. Its traces in contemporary art. Artium Museum, Araba, Spanien
- 2015
  - Punk. Its traces in contemporary art. Centro de Arte Dos de Mayo, Madrid
  - Skin Stories. kunst galerie fürth[6]
- 2012
  - I Don’t Believe In Reality. Wagner+Partner Gallery Berlin.
  - Agent Provocateur. Happening als Teil der Documenta (13), Kassel.
  - Agent Provocateur. Happening und Ausstellung. Wagner+Partner, Berlin.
  - Tokyo Love Show. Keep A Breast Foundation, Space O, Tokyo.
  - Agent Provocateur. Happening und Ausstellung. Anna Pappas Gallery, Melbourne.
- 2011
  - PICA Salon. Perth Institute of Contemporary Arts, Australien.
  - Phantoms & Nightmares. Espace Culturel Beauvais.
  - Paradise, a hell of a place. Anna Pappas Gallery, Melbourne.
- 2010
  - Mythos Kindheit. Kunstverein Ludwigshafen.
- 2009
  - One Step Beyond Reality. Wagner + Partner, Berlin.
  - Terra Nullius – Contemporary Art from Australia. Halle 14, Leipzig / ACC Galerie Weimar.

## Publikationen
- The Book of Back. Berlin 2007, ISBN 978-3-932754-82-1
- It is Black in Here. Berlin 2010, ISBN 978-3-932193-04-0